# توماس بروك جونيور
توماس بروك جونيور (بالإنجليزية: Thomas Brooke, Jr.)‏ هو محامي أمريكي، ولد في 1659، وتوفي في 7 يناير 1731.